# Sbouya
Sbouya (en àrab اصبويا, Iṣbūyā; en amazic ⵚⴱⵓⵢⴰ) és una comuna rural de la província de Sidi Ifni, a la regió de Guelmim-Oued Noun, al Marroc. Segons el cens de 2014 tenia una població total de 3.944 persones.